# Scaevola beckii
Scaevola beckii är en tvåhjärtbladig växtart som beskrevs av Alexander Zahlbruckner. Scaevola beckii ingår i släktet Scaevola och familjen Goodeniaceae. Inga underarter finns listade i Catalogue of Life.